# Bakerloo Line
La línea Bakerloo es una línea del metro de Londres, que se identifica con el color marrón en el mapa. Discurre tanto en superficie como bajo tierra, desde Elephant and Castle en el sureste hasta Harrow and Wealdstone en el noroeste de Londres. Pasa por 25 estaciones, de las cuales 15 son subterráneas. Es la séptima línea más utilizada de la red.[cita requerida]

## Historia
La línea se llamaba "Baker Street & Waterloo Railway" en sus inicios, fue construida por la "Underground Electric Railways Company of London Limited" y su primer tramo se abrió en 1906 entre Baker Street y Lambeth North (previamente Kennington Road). La contracción de su nombre a “Bakerloo” se expandió rápidamente de tal manera que tan sólo unos meses después de su apertura su nombre oficial cambió.
Las obras para la construcción de la línea empezaron en junio de 1898 y estaban financiadas por el empresario minero Whitaker Wright, quien poco después tuvo problemas con la justicia debido a la financiación de sus empresas y se suicidó inesperadamente en los Reales Tribunales de Justicia. La consecuencia de esto fue que las obras se pararon durante unos meses hasta que la "Underground Electric Railways Company" se hizo con el proyecto. Cerca del año 1913 la línea se había ampliado desde su término norte original en la estación de Baker Street hacia el oeste, realizando transbordos en las estaciones de Marylebone y Paddington con servicios ferroviarios. También se construyó la nueva estación de Edgware Road.

### El ramal de Watford
Para 1915 la línea se había extendido hasta Queen’s Park, donde coincidió con las líneas ferroviarias del "Ferrocarril de Londres y del Noroeste" que recorrían toda la línea principal (actualmente conocida como Línea Principal de la Costa Oeste) llegando hasta la estación de Watford Junction. De esta manera la frecuencia de los trenes de la línea de Bakerloo hacia Watford se redujo considerablemente en la década de los sesenta y el servicio se suprimió en 1982, con la estación de Stonebridge Park como su nuevo final.
Los servicios hacia Harrow & Wealdstone se fueron ampliando desde 1984 y, a partir de 1989, el servicio hasta esta zona se convirtió en habitual, con trenes durante todo el día. Los trenes de la línea Bakerloo comparten vías con los de los Cercanías (London Overground) entre Queen’s Park y Harrow & Wealdstone.

### Ramal de Stanmore
Hacia mitad de la década de los años 30, la Metropolitan Line comenzaba a estar saturada debido a la capacidad limitada de sus servicios entre las estaciones de Baker Street y Finchley Road. Para solucionar este problema, se construyeron nuevos túneles entre los andenes de Baker Street y Finchley Road en la línea Bakerloo y se sustituyeron tres estaciones pertenecientes a la Metropolitan Line (Lord’s, Marlborough Road y Swiss Cottage) entre las estaciones indicadas, pasando dos de ellas a formar parte de la línea Bakerloo (St. John’s Wood y Swiss Cottage). La línea Bakerloo se hizo con el servicio hacia Stanmore a finales de 1939. Este ramal continuó siendo parte de esta línea hasta mediados de 1979, cuando los problemas de saturación derivados de la coincidencia de dos ramales en Baker Street provocaron la apertura de la Jubilee Line, que se creó inicialmente para conectar el ramal de Stanmore a dos nuevos túneles construidos entre Baker Street y Charing Cross.

### Ampliación a Camberwell
En 1931 se aprobó una ampliación de la línea hacia el sur llegando hasta Camberwell y Denmark Hill, pero el elevado coste previsto de las obras obligó a retrasar esta ampliación. El proyecto se quedó parado y nunca se llegó a construir, pese a que el proyecto sigue en pie hoy en día.

### Suministro eléctrico
Una singularidad es que desde su apertura en 1917, la línea Bakerloo funcionó con polaridad inversa en el tercer riel, siendo el riel de fuera negativo y el central positivo. La causa de esto fue que la línea Bakerloo compartía su fuente de energía con la línea ferroviaria District. En la Bakerloo, el tercer riel solía desviarse hacia el muro del túnel, mientras en la District el riel central tenía ese mismo problema. Con lo cual, la solución fue que la línea Bakerloo funcionara con polaridad inversa, para que el riel negativo encajara en ambos sistemas. Las líneas se separaron en 1917 debido a que la "London and North Western Railway" empezó a operar un nuevo tramo entre Euston y Watford Junction. De esta manera la Bakerloo empezó a funcionar con el mismo suministro que el resto.

## Planes de ampliación

### De nuevo hacia Watford Junction
Es posible que durante los próximos años haya cambios en la parte norte de la línea, ya que, a principios de 2006, se decidió que los servicios de Cercanías entre Euston y Watford pasaran a ser propiedad de Transport for London (TfL), el organismo que gestiona el metro de Londres. Se cree que para el año 2026 se amplíe la línea Bakerloo de nuevo hacia Watford Junction, volviendo así al servicio que operaba la línea hasta 1982. El tramo de tren entre Queen’s Park hasta Watford Junction, que actualmente lleva un servicio de Cercanías, será entonces operado por la línea Bakerloo únicamente.

### Proyectos para la ampliación hacia Camberwell
La propuesta de ampliación hacia Camberwell, proyectada y abandonada en 1949, volvió a debate en 2006 cuando el entonces alcalde de Londres, Ken Livingstone, consideró que sería buena idea estudiarla de nuevo para desarrollarla durante los próximos 20 años. Aun así, se trata sólo de un proyecto que no ha sido confirmado. El ambicioso plan de ampliaciones que está llevando a cabo Transport for London pretende convertir la Northern Line en dos líneas distintas para 2025. Según estos planes, los trenes del ramal de Charing Cross en la Northern Line finalizarían trayecto en la estación de Kennington; de tal manera que ha sido propuesta una ampliación de la línea hacia el sudeste, incluyendo llegar hasta Camberwell. De esta manera, se abandonaría la idea de ampliar la línea Bakerloo hasta aquí. De todas formas es necesario considerar otros proyectos, como el que sugiere ampliar este ramal de la Northern Line hasta Battersea construyendo dos nuevas estaciones en Nine Elms y Battersea; de esta forma sí sería posible considerar una ampliación de la Bakerloo hacia Camberwell.

### Material móvil
La línea Bakerloo funciona con trenes de la serie construida en 1972, que actualmente, es el material más veterano del metro. Fueron reemplazados de la Jubilee Line por la serie de 1983. Todos los trenes de esta línea están pintados con los colores corporativos del metro de Londres: rojo, blanco y azul, y son los trenes más pequeños de los dos tipos de medidas que se utilizan el red, ya que la línea alcanza niveles profundos y avanza por túneles estrechos. La parte interior de los trenes se ha mejorado recientemente. Transport for London asegura que las mejoras en la línea estarán terminadas en 2020 y que progresivamente se irán incorporando nuevos trenes.

## Estaciones
Las estaciones se enumeran de norte a sur. Hasta Queen's Park, el metro transcurre en superficie y a partir de este momento el recorrido es bajo tierra. La fecha junto a cada estación es el día que entró en servicio.

### Sección superficial
- Harrow & Wealdstone (16 de abril de 1917)
- Kenton (16 de abril de 1917)
- South Kenton (3 de septiembre de 1933)
- North Wembley (16 de abril de 1917)
- Wembley Central
- Parque Stonebridge (1 de agosto de 1917)
- Harlesden (16 de abril de 1917)
- Willesden Junction (10 de mayo de 1915)
- Kensal Green (1 de octubre de 1916)
- Queen's Park (11 de febrero de 1915)

### Sección subterránea
- Parque Kilburn (31 de enero de 1915)
- Maida Vale (6 de junio de 1915)
- Avenida Warwick (31 de enero de 1915)
- Estación de Paddington (1 de diciembre de 1913)
- Edgware Road (15 de junio de 1907)
- Marylebone (17 de marzo de 1907)
- Calle Baker (10 de marzo de 1906)
- Parque Regent's (10 de marzo de 1906)
- Oxford Circus (10 de marzo de 1906)
- Piccadilly Circus (10 de marzo de 1906)
- Estación de Charing Cross (10 de marzo de 1906)
- Embankment (10 de marzo de 1906)
- Estación de Waterloo (10 de marzo de 1906)
- Lambeth North (10 de marzo de 1906)
- Elephant and Castle (5 de agosto de 1906)